# Passo di Viamaggio
Le passo di Viamaggio est un col à 984 m d'altitude situé sur la commune de Pieve Santo Stefano, permettant le franchissement de l'Apennin tosco-marchesan et d'atteindre l'Émilie-Romagne. Il se situe à la frontière entre la Toscane et les Marches, sur la route Strada statale 258 Marecchia reliant Sansepolcro à Apecchio.
Ce passage est très connu et fréquenté depuis l'Antiquité. À l'époque romaine, il était emprunté par l'importante voie reliant Arezzo et Rimini, la Via Ariminensis.